# Vehículo todoterreno
Un vehículo todoterreno (también conocido como campero o yip) es un tipo de vehículo diseñado para viajar por casi cualquier terreno, sin importar lo escarpado o irregular que este sea, en la medida de lo posible. Estos vehículos surgieron como necesidad en las guerras de principios del siglo XX y fueron adaptados para uso civil y aprovechados para realizar travesías, vigilar zonas protegidas y moverse en terrenos ásperos o resbaladizos. Casi todos los vehículos todoterreno actuales incorporan tracción en las cuatro ruedas. Hoy en día son imprescindibles en zonas rurales, de alta montaña, desiertos y en general en cualquier lugar de difícil acceso para los vehículos «normales». No obstante, el uso de estos vehículos se extiende más allá del profesional, que sigue existiendo, por lo que hoy en día es el uso por ocio el más utilizado. 

## Características

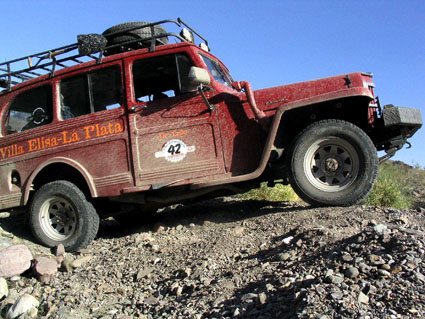
IKA Estanciera 4X4 de 1960.

Muchos todoterrenos cuentan también con una caja reductora, sistema indispensable cuando se emplean vehículos con motores de baja-media potencia, que permite multiplicar la fuerza del motor gracias al uso de engranajes especializados, para la superación de obstáculos complicados. También serían muy útiles unos ángulos delanteros o de ataque del coche, ventral (vientre del mismo) y trasero (salida) del coche, capaces de superar dichos obstáculos y pendientes empinadas. También es importante un chasis con refuerzos o placas para superar los esfuerzos y golpes en este tipo de usos, pudiendo ser un chasis de largueros y travesaños, o bien un monocasco. Cuando se quiera circular a través de terrenos extremadamente agrestes o irregulares, serán indispensables «diferenciales con bloqueo». Éstos permiten que cuando una o más ruedas quedan en el aire o resbalan, las que están en terreno firme traccionen para que el vehículo pueda seguir avanzando, con los diferenciales bloqueados.
Actualmente surgen algunos grupos y asociaciones que se dedican exclusivamente al Off Road, deporte de aventura en el cual se emplean todoterrenos para sortear terrenos silvestres con fines recreativos. Muchos aficionados consideran a este deporte un estilo de vida.[cita requerida]

## Comerciales, militares y menos comunes

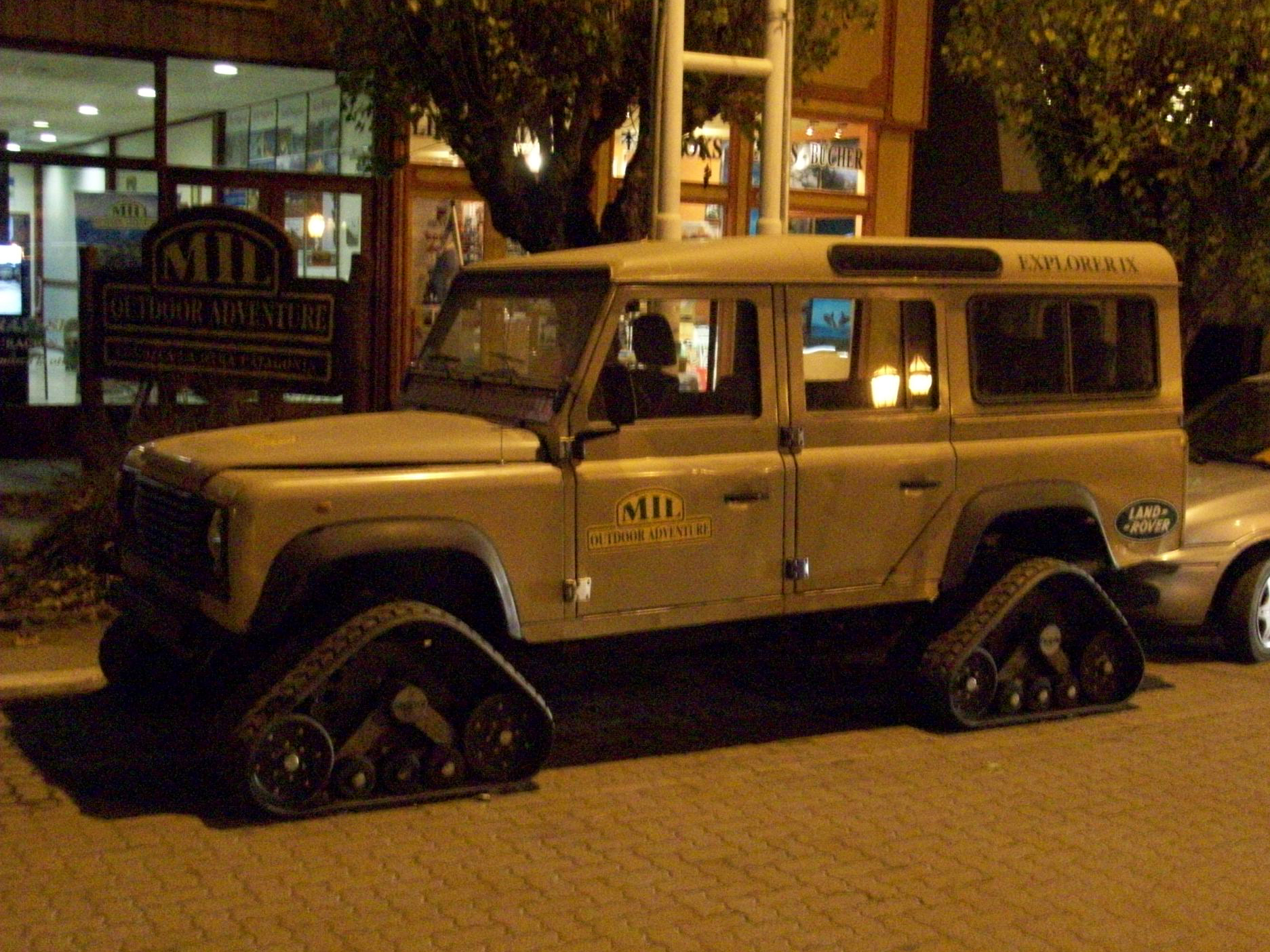
Land Rover Defender con orugas

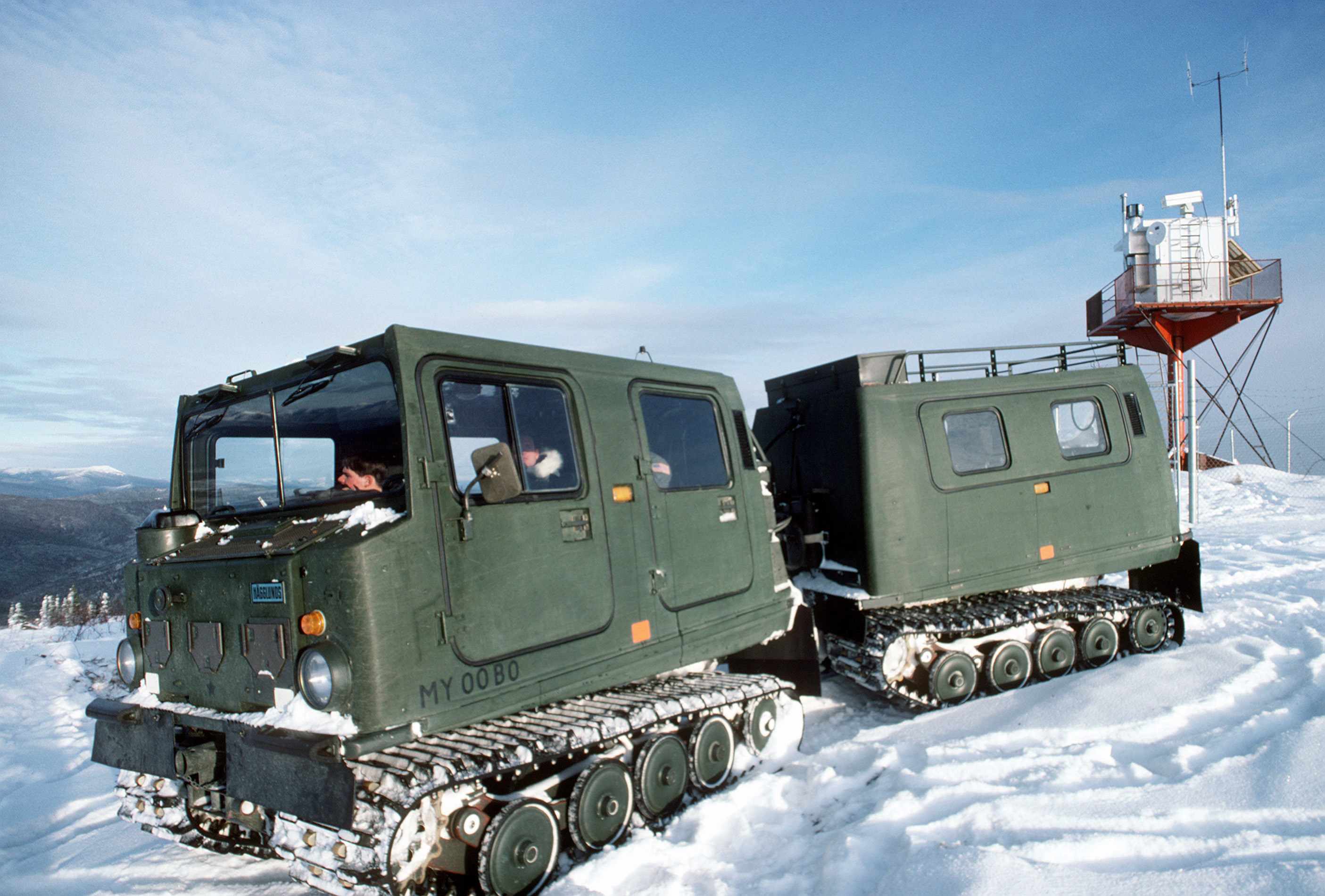
Bandvagn 206 con orugas anchas de goma

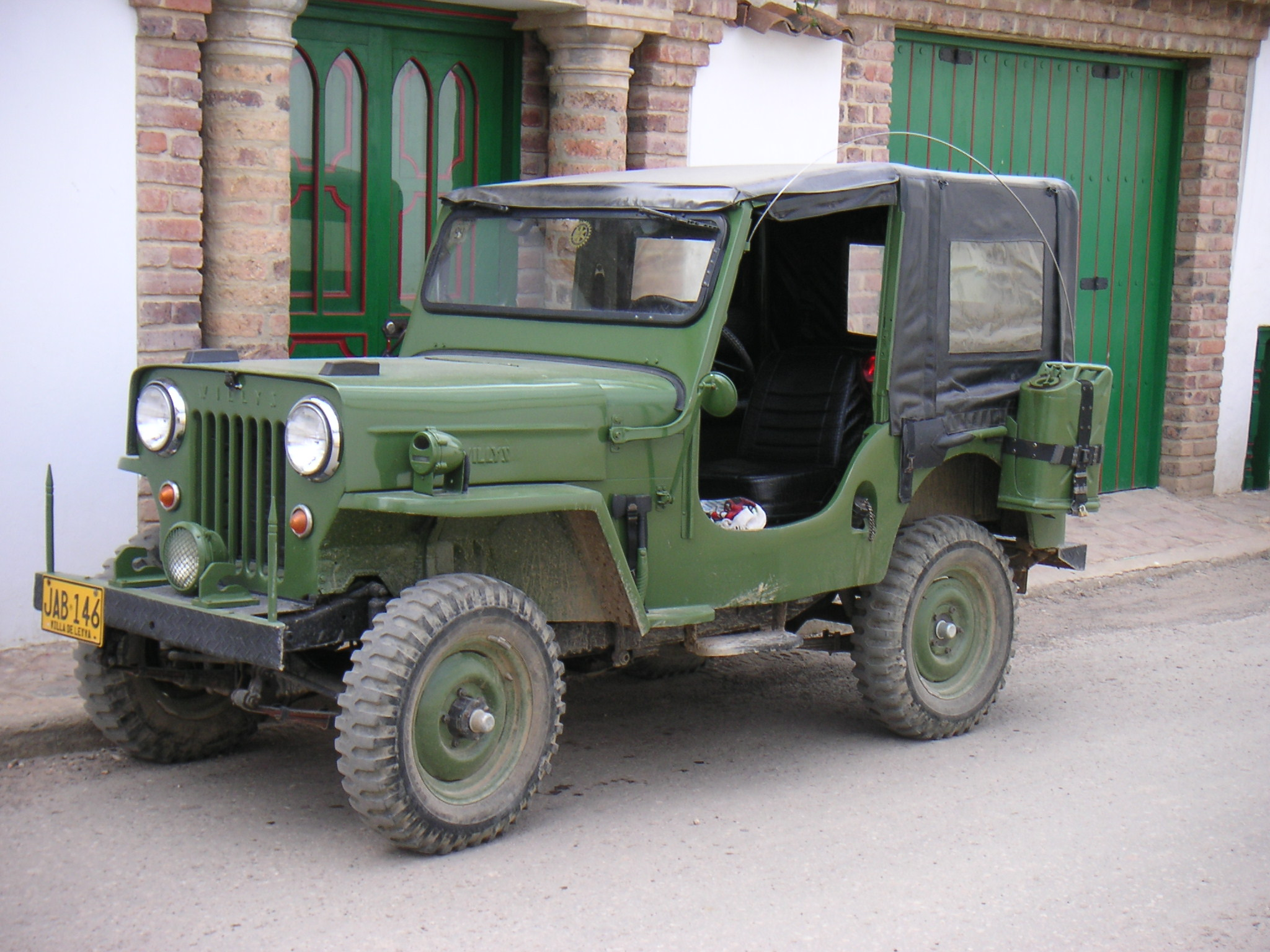
Jeep CJ-3B en Villa de Leyva, Colombia

Las Fuerzas Armadas y los servicios públicos europeos han usado vehículos todo terreno Land Rover Defender, Haflinger, Pinzgauer, Volvo L3314 y Mercedes-Benz Unimog para el transporte todo terreno. El portugués UMM Alter es menos común. En América, la norma es usar camionetas grandes y potentes, tales como la Ford F-150, o vehículo utilitario deportivo (SUV) como la Chevrolet Suburban o Ram 2500 Power Wagon.
El mercado para vehículos militares solía ser grande, pero, desde la caída del Cortina de Hierro en la década de 1990, ha cesado hasta cierto punto. El Willys MB, desarrollado durante la Segunda Guerra Mundial, acuñó la palabra que muchas personas utilizan para cualquier tipo de vehículo ligero todoterreno. En Estados Unidos, el sucesor del Jeep desde la década de 1980 fue el Humvee. El Bloque del Este utilizó el GAZ-69 y UAZ-469 en roles similares. En países montañosos como México o Perú, el relieve accidentado en el cual se desarrollan las actividades del sector productivo suele traducirse en un mercado próspero para los vehículos todo terreno, siendo ahí comunes las camionetas grandes por su capacidad de mover cargas livianas por terrenos accidentados.
Estos vehículos en algunos países se les conoce con el nombre de Jeep, producto del fenómeno de vulgarización de dicha marca comercial.

## Vehículos deportivos utilitarios
Un vehículo deportivo utilitario (SUV) tradicional es un vehículo todoterreno adaptado para un uso mayoritario en asfalto, pero con una capacidad de sorteo de obstáculos algo mayor. Algunos SUV no tienen caja reductora y pueden no tener tracción en las cuatro ruedas, su suspensión tiene recorrido menor (menos flexibilidad a las imperfecciones del terreno) y la altura del eje es a veces menor. También son menos resistentes ante el uso intensivo en condiciones adversas de manejo. Los vehículos deportivos utilitarios «compactos» tienen chasis monocasco y están basados en plataformas de tracción delantera convertidos en tracción integral.[cita requerida]

## Motocicleta todoterreno

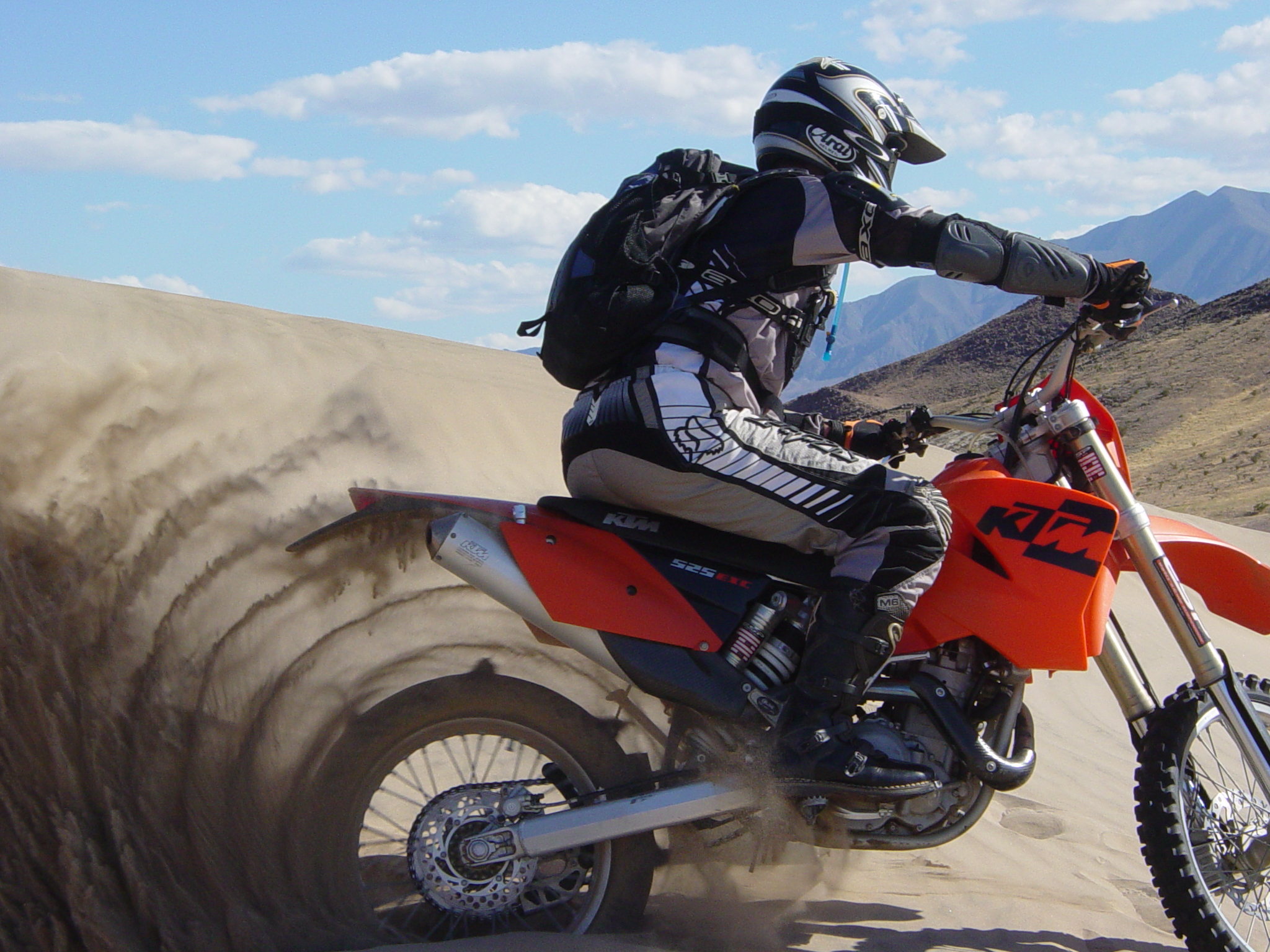
KTM Sport con un neumático de paddle en las dunas de Dumont.

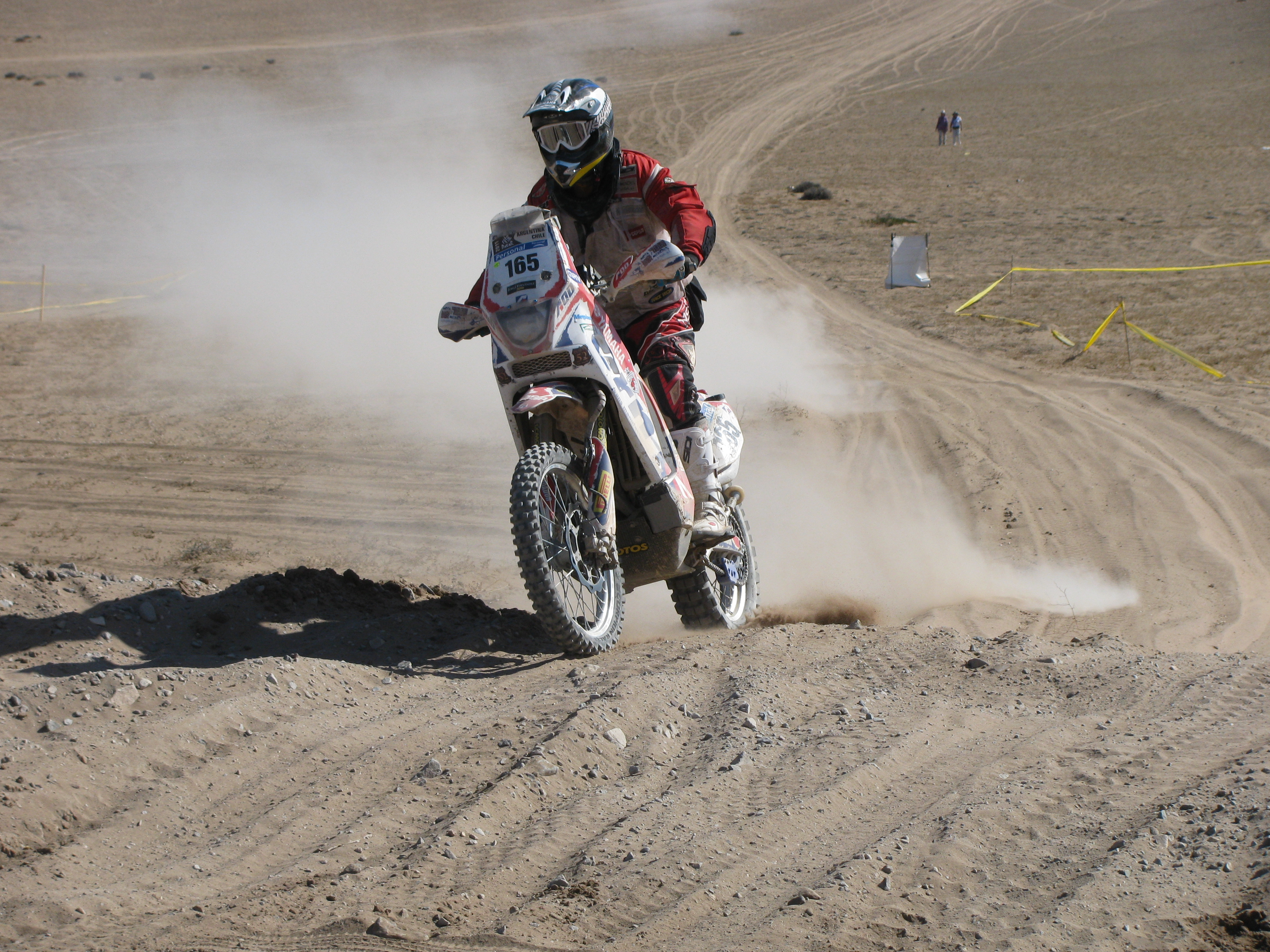
El portugués Fausto Motaen una Yamaha WR450F, durante el Rally Dakar de 2011.

Una motocicleta todoterreno es una motocicleta apta para uso todoterreno y es una modalidad deportiva del motociclismo que combina el motocross y el trial, que se disputa con este tipo de motocicletas.[cita requerida]
En esta modalidad, los pilotos se ven obligados a competir de forma, generalmente independiente, (la salida es tipo rally), por terrenos de montaña muy variados, donde es posible discurrir por carreteras de tierra a velocidades bastante altas para este tipo de terreno o tener que pasar por estrechos senderos de muy diversa dificultad. Al contrario que el motocross, el circuito es abierto y bastante extenso y con una duración que con frecuencia es de varios días.
Las motocicletas todo terreno son especiales para esta modalidad y en ella se da una mezcla entre motocicletas de motocross y de trial, sacrificando prestaciones de cada una de ellas para obtener una motocicleta polivalente fuera de la carretera, y capaces de afrontar todo tipo de terrenos.
Existen dos tipos de competiciones de motos todoterreno: el enduro es una especialidad reconocida por la  que se celebra en carreras de 1 o 2 días de duración con un recorrido cercano a los 200 km (124 millas) en el que los pilotos deben combinar regularidad en las etapas con tiempo prefijado y rapidez en las zonas cronometradas. Durante el recorrido los pilotos sólo pueden recibir ayuda limitada de sus equipos, siendo ellos los responsables de las tareas de mantenimiento y reparación de las motocicletas. Los Seis días internacionales de Enduro son el campeonato del mundo por países de la especialidad y una de las pruebas con más prestigio y reconocimiento.
Rally raid es una carrera de larga duración en la que los pilotos deben recorrer grandes distancias combinando rapidez y navegación. Cada día abarca una nueva etapa y se suman los tiempos de todas ellas para establecer la clasificación. Dos de las carreras de rally más importantes son el Rally Dakar y el Rally de los Faraones.[cita requerida]